# Peccary Hills National Park
Der Peccary-Hills-Nationalpark (englisch Peccary Hills National Park, niederdeutsch: Peccary-Hills-Natschonaalpark) ist ein Nationalpark im Belize District von Belize. Der Nationalpark wurde 2007 eingerichtet und umfasst 43,48 km². Der Park wird vom Forest Department des Landwirtschaftsministeriums (Ministry of Agriculture, Ministerium för Bueree) verwaltet. Benannt ist er nach den Peccary Hills, welche nach den Pekari-Schweinen benannt sind.

## Geographie
De Park liegt am Westrand der Northern Lagoon im Küstenland von Belize. Der 13 Kilometer lange Currasow-Freshwater Creek verläuft durch das Gebiet. Im Nordwesten verläuft der Sibun River. Er gehört jedoch nicht zum Parkgebiet. Am Ufer des Sibun River liegt der nächstgelegene Ort Gracie Rock.
Im Park sind die Hügel Tiger Hill und Freshwater Hill wichtige Landmarken.
Nur wenige hundert meter westlich schließt sich das Runaway Creek Forest Reserve und im Süden Teile des Manatee Forest Reserve an.